# St. Michael (Vöhringen)

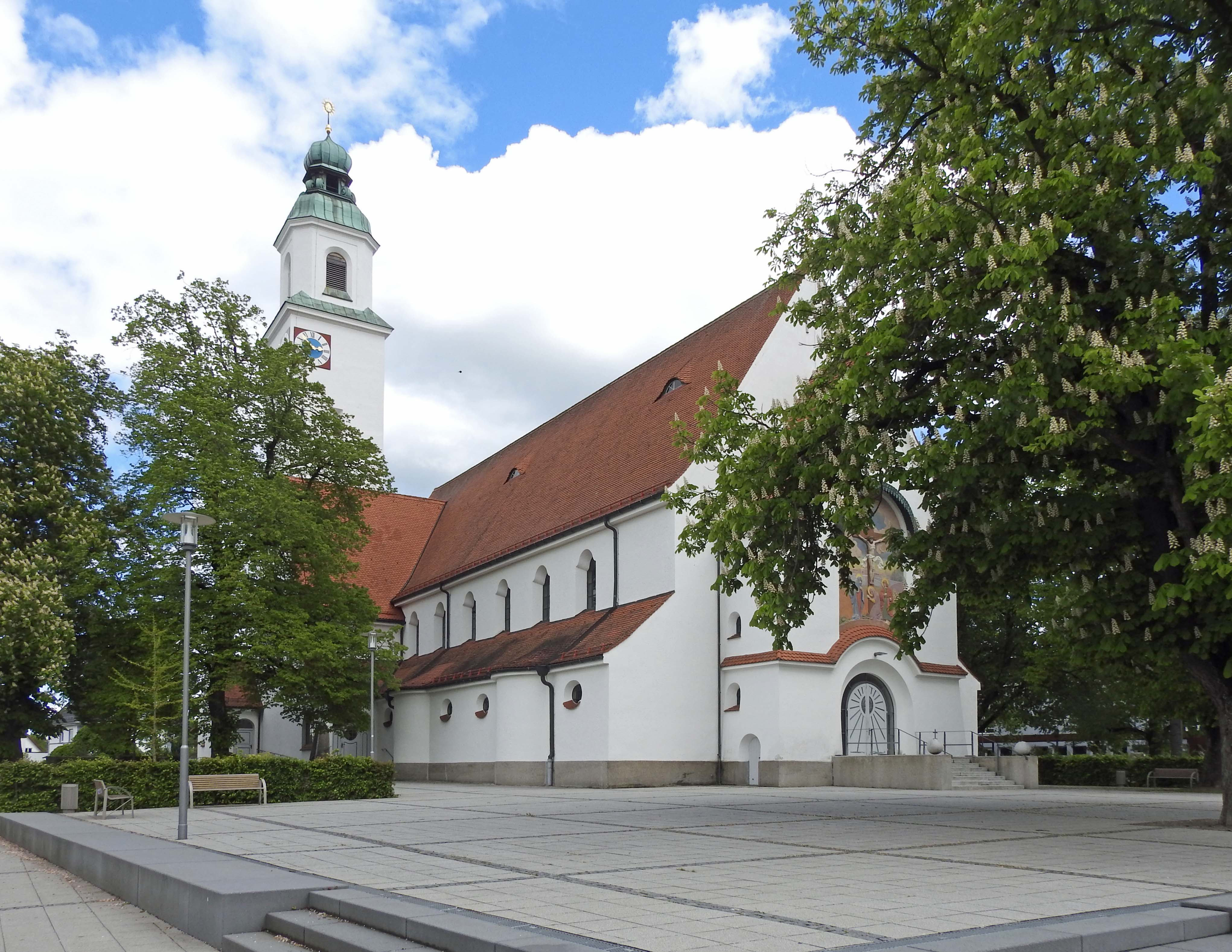
St. Michael in Vöhringen

St. Michael in Vöhringen, Landkreis Neu-Ulm, ist eine im Stil des Bauernbarock errichtete römisch-katholische Kirche im Bistum Augsburg. Sie wurde zwischen Februar 1913 und Spätherbst 1919 nach Plänen des Münchner Heimatstil-Architekten Franz Zell erbaut.

## Geschichte

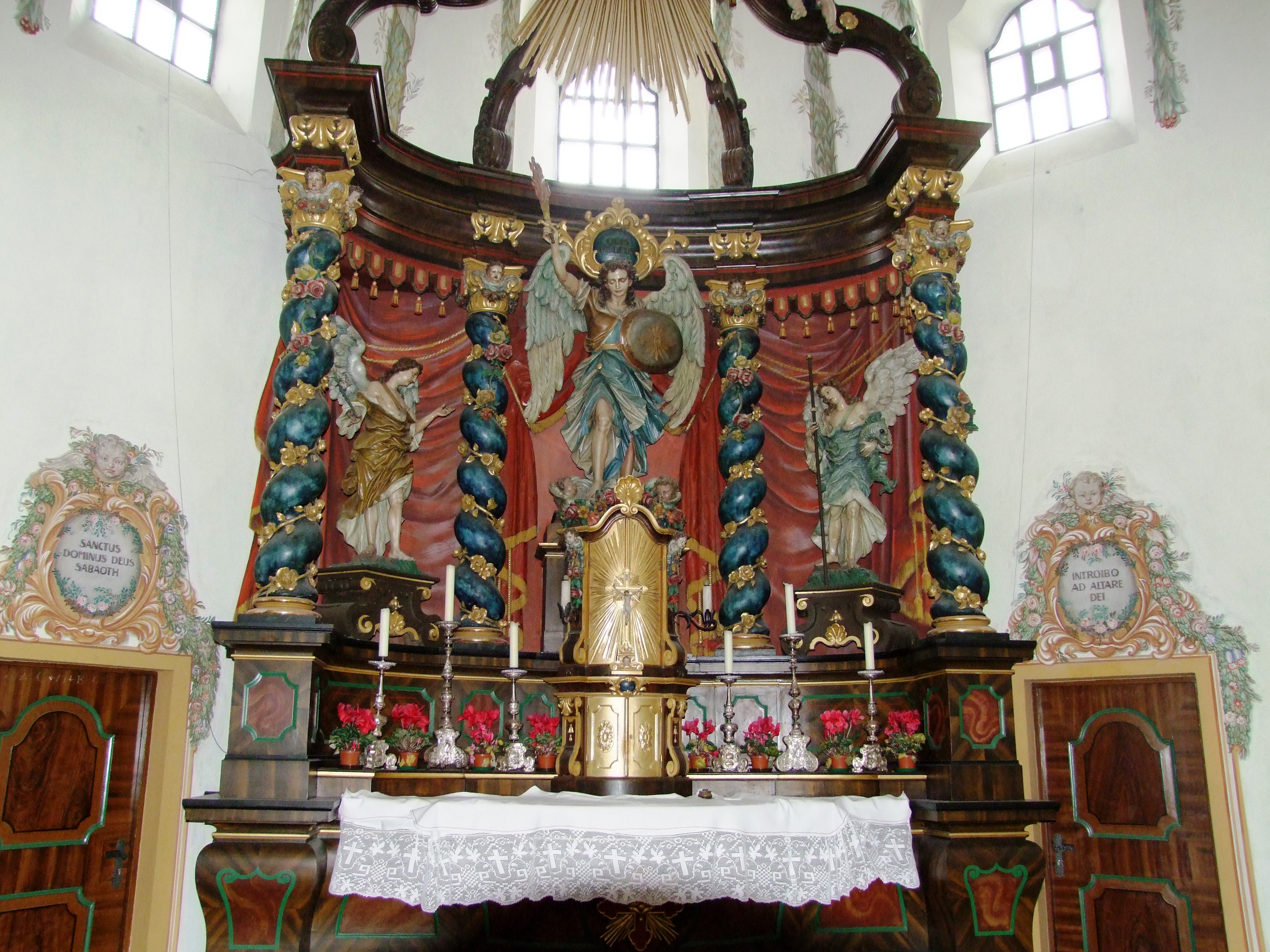
Hochaltar mit zentraler Michaelsfigur

„Veringen“ wurde 1143 erstmals durch Papst Eugen III. in einer Urkunde erwähnt und den Besitztümern des Klosters Wiblingen zugeordnet. Bis zu Beginn der Frühen Neuzeit wechselte Vöhringen über Umwege in den Besitz der Grafen von Kirchberg und später in den der Illertisser Freiherrenlinie der Vöhlin von Frickenhausen. Ab 1756/57 zum Kurfürstentum Bayern gehörig, verdreifachte sich mit der ausgeweiteten Niederlassung der Messingwerke Wieland & Cie 1864 in Vöhringen die Bevölkerung des damaligen Dorfes bis 1919 auf knapp 2.300 Menschen. Die in ihren Ursprüngen auf das 13. Jahrhundert zurückgehende „Pfarrkirche zu Ehren unserer Lieben Frau und des Heiligen Michael“ konnte aufgrund ihrer zu klein gewordenen Kapazität den Anforderungen der zahlenmäßig wachsenden (Kirchen-)Gemeinde immer weniger gerecht werden. Deshalb gründete Pfarrer Adalbert Mrutzkowski ab der Jahrhundertwende einen eigenen Kirchenbauverein. Sein Nachfolger Joseph Köberle trieb die nach dessen plötzlichem Tod 1906 zwischenzeitlich zum Erliegen gekommenen Baubestrebungen voran. Im Hochsommer 1907 bekam der Münchner Architekturprofessor Franz Zell den Zuschlag für die Planung und den Bau der neuen Hauptpfarrkirche erteilt.

Zell präferierte zunächst die damals untypische Westung der Kirche auf dem Gelände der heutigen Mittelschule nach dem Vorbild der römischen Hauptbasiliken, da er mit einem Hauptportal im Westen fernab des eigentlichen Dorfes eine Hauptnutzung des nördlichen Seiteneingangs befürchtete.

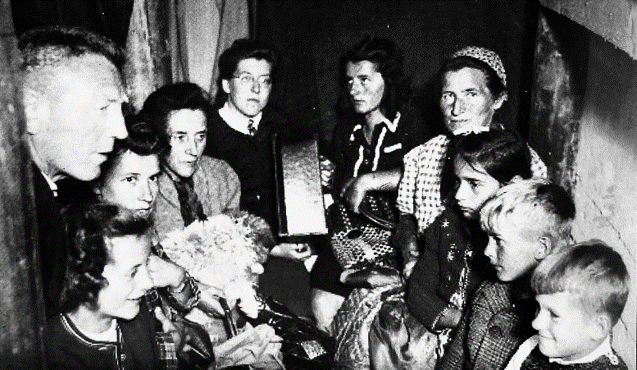
Vöhringer Familien mit Pfarrer Adalbert Städele (erster v. l.) im zum Luftschutzbunker umfunktionierten Keller 1945.

Bezirksamtmann Alfred Staehler konnte sich mit diesen Plänen nicht anfreunden, da er eine bauliche und optische Erdrückung umstehender Gebäude an diesem Standort befürchtete. Er sprach sich für einen südöstlicher gelegenen Bau der neuen Pfarrkirche am heutigen Standort aus. Im Zuge der ungeklärten Finanzierung des künftigen Kirchturms brachten die Unternehmerbrüder Philipp und Max R. Wieland die Überlegung ins Spiel, den Turm finanziell zu subventionieren, wenn er zugleich auch als Wasserturm benutzt würde und damit auch ein alltäglicher Mehrwert für die politische Gemeinde und den wachsenden protestantischen Bevölkerungsanteil erwachse. Für letzteren forderten sie für ihre finanzielle Unterstützungen die Übertragung der altgedienten Marienkirche in den Besitz einer zu errichtenden evangelisch-lutherischen Kirchengemeinde. Da das Bischöfliche Ordinariat in Augsburg die Idee des Wasserturms und Pfarrer Köberle die der Schenkung der Alten Pfarrkirche missfiel, scheiterten diese Überlegungen jedoch. Die Unternehmerbrüder stellten, nicht zuletzt aufgrund des großen Anteils katholischer Arbeiterfamilien am Fabrikstandort Vöhringen, ihre Bedingungen zurück und unterstützen die Pfarrei mit einer Summe von rund 90.000 Mark.
Bereits 17 Monate nach der Grundsteinlegung, am 5. Februar 1913, wurde nach der Fertigstellung des Rohbaus durch die Firma Hertnagel & Co. aus Heimenkirch Richtfest gefeiert, wenngleich sich die Fertigstellung des Innenraums aufgrund des Ersten Weltkriegs noch bis Herbst 1919 hinzog. Am 16. Mai des Folgejahres weihte der Augsburger Diözesanbischof Maximilian von Lingg den Hochaltar und die Kirche ein. Ebenfalls kriegsbedingt wurden im Zweiten Weltkrieg vier der fünf Kirchturmglocken von 1914 eingezogen und in der Rüstungsindustrie eingeschmolzen.

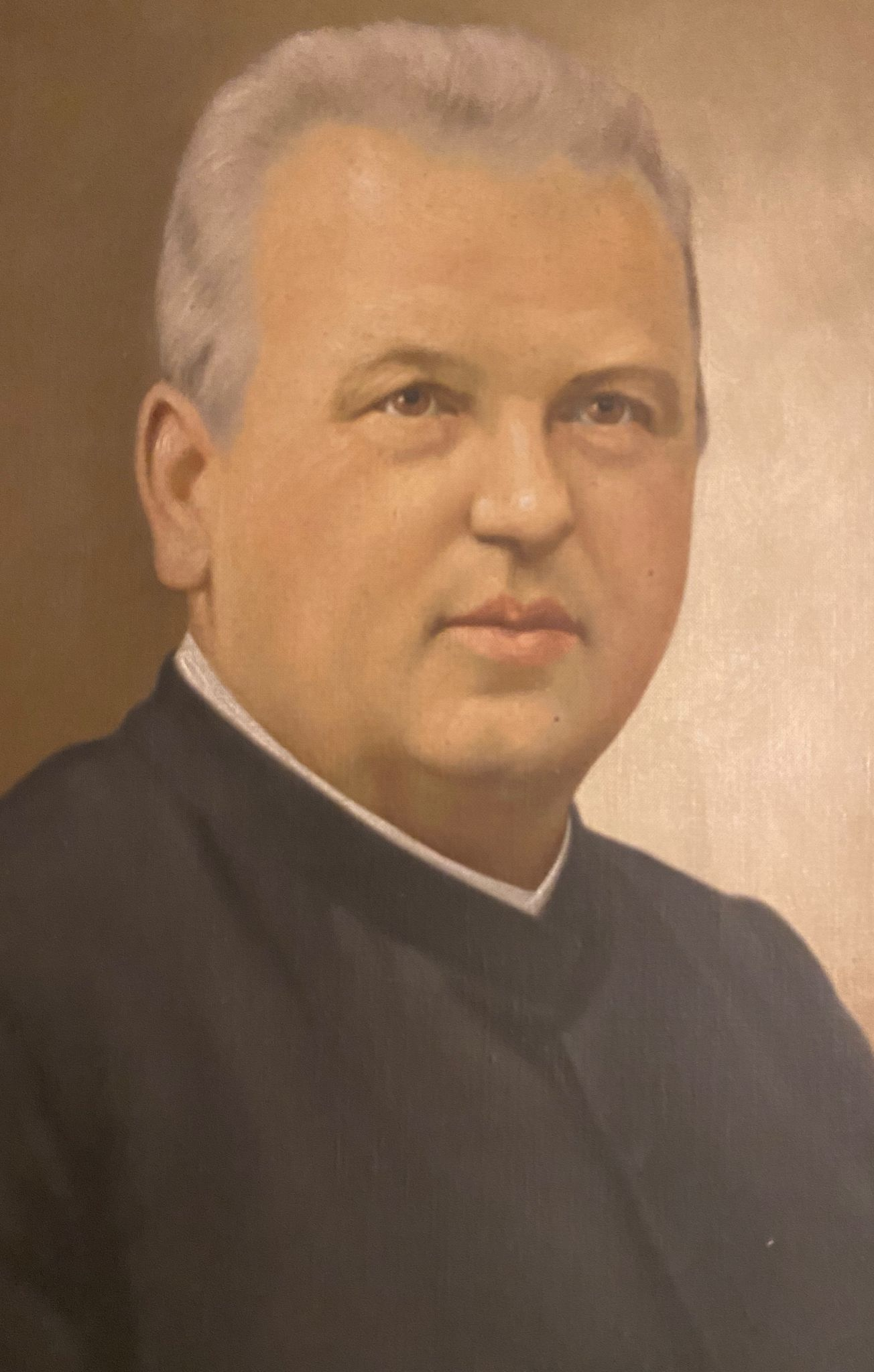
Pfarrer Joseph Köberle (1907–1914).

Am Nachmittag des 24. April 1945 erreichten US-amerikanische Truppen das im äußersten Osten des damaligen Gaus Württemberg-Hohenzollern liegende Illerrieden. Da die letzten Ideologen der Waffen-SS die Illerbrücke nach Vöhringen sprengten und die Alliierten entsprechend mit erbittertem militärischem Widerstand rechneten, trafen unzählige Artilleriegeschosse Vöhringen und auch St. Michael. Pfarrer Adalbert Städele harrte zu dieser Zeit mit einigen Vöhringer Familien und mit den vom Turm geflohenen Beobachtungsposten im zum Luftschutzbunker umfunktionierten Keller der Kirche aus. Obwohl wegen der sogenannten „Wehrkraftzersetzung“ die Todesstrafe durch den Strang drohte, griffen Pfarrer Städele und der später für wenige Tage eingesetzte Vöhringer Bürgermeister und als Geigenvirtuose bekannt gewordene Albert Eckstein zu den weißen Fahnen, um weitere Tote und Zerstörung zu verhindern.

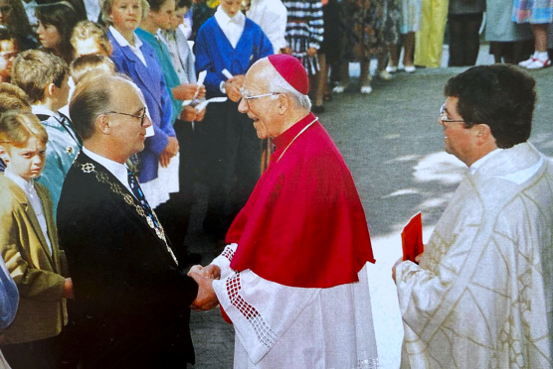
Bürgermeister Erich Josef Geßner begrüßt 1992 mit Stadtpfarrer Gaißmayer den Augsburger Bischof Josef Stimpfle zur Spendung des Firmsakramentes in St. Michael.

Baulich wurde die Kirche bis 1949 saniert und die eingeschmolzenen Glocken ersetzt. In der Amtszeit von Josef Hochenauer, zwischen 1965 und 1991 (Stadt-)Pfarrer von Vöhringen und späterer Mitinitiator der Wiederbelebung des Klosters Helfta bei Magdeburg, veränderte sich das Gesicht des Chorraumes und der Vierung elementar. Bei der Restaurierung von 1978/80 wurden die Kinder- und Kommunionbänke entfernt und eine nach der Liturgiereform vielerorts üblich gewordene Altarinsel mit einem steinernen Volksaltar, Ambo und Taufstein eingebaut und durch den Bischof Josef Stimpfle eingeweiht.
Seit der Nachkriegszeit war die Kirche Ort unterschiedlicher Primizen, die für das Dorf bzw. die Stadt jeweils besondere Großereignisse waren: So feierten die späteren Monsignori Georg Höß und Hermann Zimmerer 1957, Michael Schrode 1982 und Raffaele de Blasi 1995 jeweils mit Hunderten von Menschen in St. Michael ihre erste heilige Messe. Zudem waren mit den jeweiligen Augsburger Diözesan- und Weihbischöfen, Nuntius Jean-Claude Perisset oder Bischof Thomas Thuruthimattam aus der Vöhringer Partnerdiözese Gorakhpur immer wieder prominente Köpfe aus der Orts- und Weltkirche Zelebranten von feierlichen Gottesdiensten in Vöhringen. Mit der Ernennung von Pfarrer Martin Straub zum Dekan ist sie seit Januar 2019 Dekanatskirche des Dekanates Neu-Ulm.

## Ausstattung

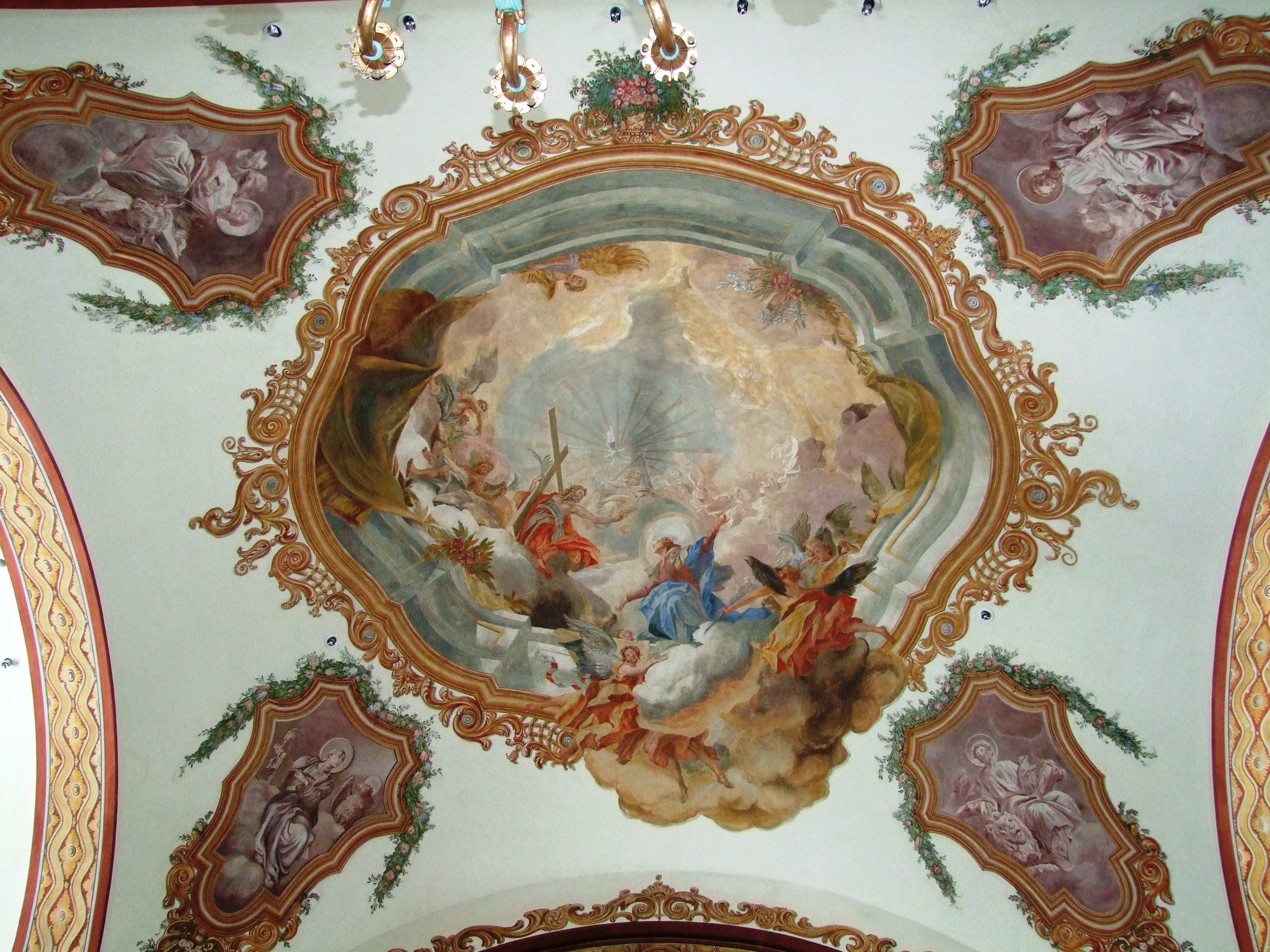
Vierung von St. Michael

Die Kirche verfügt mit den Bänken im Hauptschiff, den Seitenschiffen, dem Chor und den Emporen über eine Kapazität für knapp 800 Gläubige auf knapp 775 m². Sie vereint in ihrer Architektur die Merkmale unterschiedlicher Stilepochen: Die fast auf Zimmerhöhe abgesenkten Seitengänge mit ihren rundlichen Bögen als Abgrenzung zum Hauptschiff machen die Kirche zu einer Prozessionskirche mit romanischen Stilelementen. An ihren Decken befinden sich jeweils bildlich untermalte Preisungen, die jeweils zum Marien- bzw. Josephsaltar verweisen. Die Aufbauten beider Seitenaltäre sind jeweils giebelförmig geschwungen. Die zentrale Figur des Marienaltars, der am Gründonnerstag als ausgelagerte Aufbewahrungsstätte des Allerheiligsten dient, ist ein spätgotisches Werk der Ulmer Schule und stand zuvor als zentrale Figur auf dem Hochaltar der heutigen Marienkirche. Sie ist umgeben von Figuren der Heiligen Notburga und der Heiligen Elisabeth aus spätbarocker Zeit. Sie stammen wahrscheinlich aus Sankt Ulrich im Grödner Tal. Am Josephsaltar finden sich Bezüge zur lange landwirtschaftlich geprägten Ortsgeschichte Vöhringens; sind doch die neben der zentralen Josephsfigur dargestellten Heiligen Wendelin und Isidor gerade bei Bauern gefragte Patrone gewesen. Ein weiterer Verweis auf die agrarische Vergangenheit Vöhringens sind die Dekorationsmalereien von Georg Fuchs, die sich je in Fünfergruppen links und rechts im Hauptschiff zwischen den Fenstern befinden. Sie greifen das Motiv auf, das durch die zwei großen Holzgebilde mit Körben voller Feldfrüchten auf der Orgelempore zu finden ist. Die beiden Emporen sind in einem Wechselspiel aus in der Mitte konkaven und nach außen konvexen Formen gebaut, die im Wechselspiel mit dem antizyklisch dazu geformten Orgelgehäuse ein dynamisches Wechselspiel ergeben.

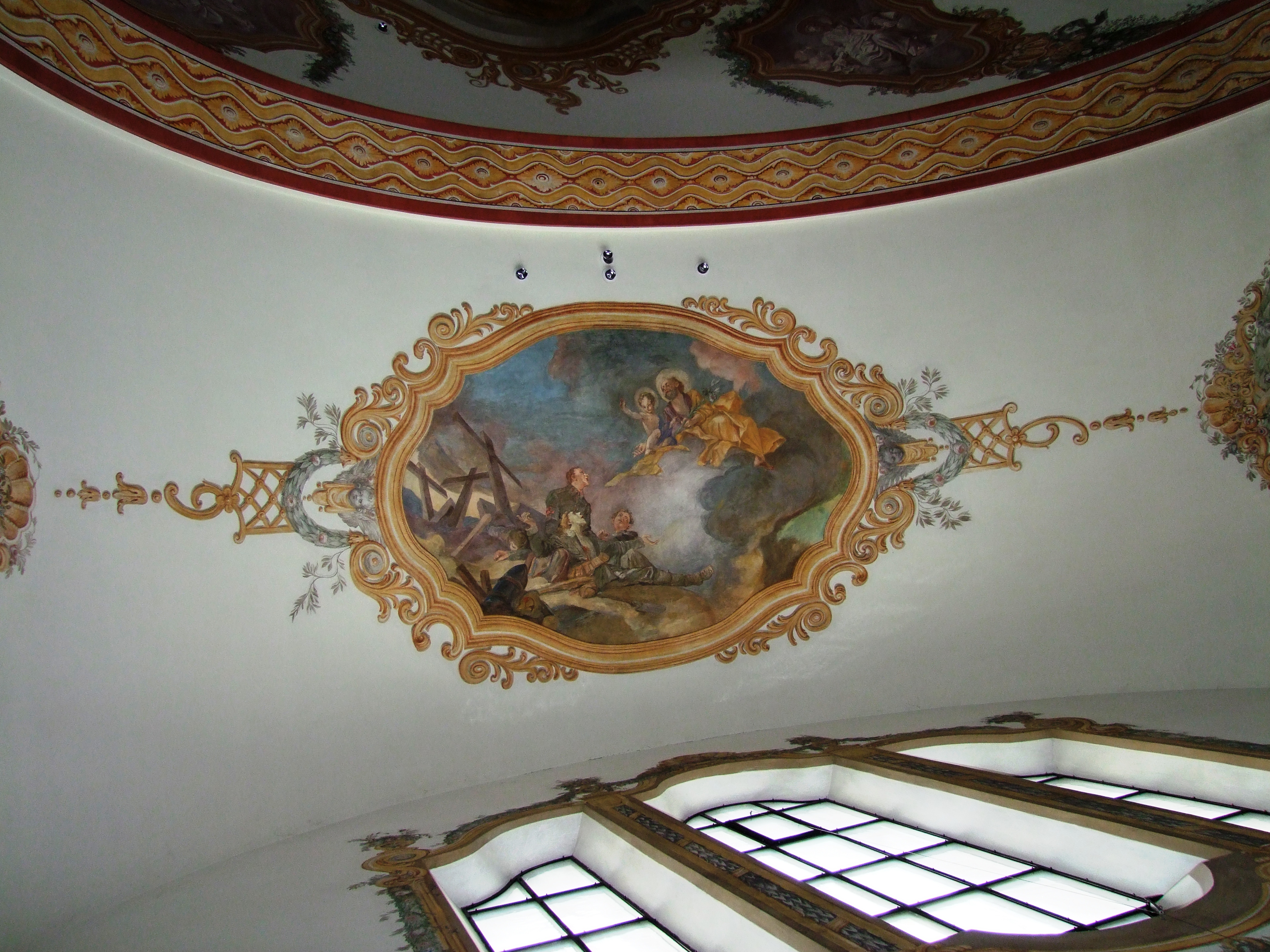
Deckengemälde im südlichen Seitenschiff

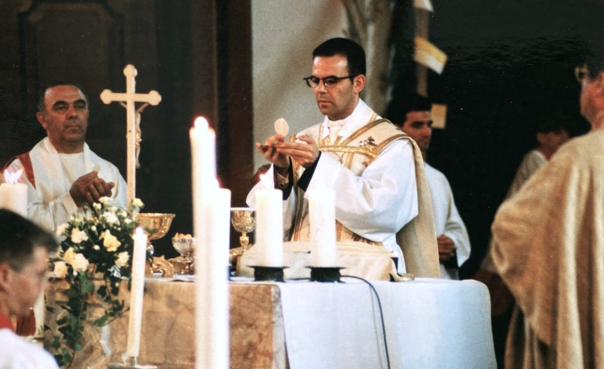
Primiz von Raffaele de Blasi am 9. Juli 1995 in St. Michael

Von der Lichtführung und der baulichen Konzeption her ist die Kirche auf den Hochaltar zugeschnitten. Er zeigt den überdimensional großen Kirchenpatron Sankt Michael, der sich inmitten von vier schlangenartig gewundenen und blau marmorierten Säulen von den zwei ihn symmetrisch umgebenden Erzengeln absetzt. Michaels Kampf gegen das Böse ist auch Thema in den Deckenmalereien Waldemar Kolmsbergers, welche die Fragen nach der Vollendung und den Grenzen menschlichen Handelns thematisieren. Das Deckengemälde über der Vierung zeigt etwa die in der katholischen Kirche dogmatisierte leibliche Aufnahme Mariens in den Himmel; ein kleineres über der Orgelempore zeigt den Erzengel Michael mit der Frage „Quis ut deus“ – „Wer ist wie Gott?“. Eine charakteristische Besonderheit sind neben dem am Ende des Hauptschiffs hängenden Kronleuchter auch die beiden Deckengemälde am Ende des nördlichen und südlichen Querschiffes. Das Südliche zeigt inmitten eines tristen Schlachtfeldes einen aufschauenden Soldaten, der im in den Armen von Joseph sitzenden Jesuskind einen Lichtblick in seinem Leben sieht. Das Nördliche zeigt Soldaten, die vor dem Krieg hoffnungsvoll auf einem Schiff zu Maria und dem Jesuskind beten. Beide Gemälde zusammen zeigen den gerade für Bauern im Zyklus der Jahreszeiten so alltagsprägenden Wechsel von sonnigem Sommer und verderblichem Winter, warnen zugleich aber auch vor den Folgen von Krieg und Selbstüberschätzung.